# Crewe Alexandra
Crewe Alexandra (offiziell: Crewe Alexandra Football Club) – auch bekannt als The Railwaymen – ist ein Fußballverein aus Crewe in der englischen Grafschaft Cheshire. Er ist in der Gresty Road ansässig und der Spitzname (zu Deutsch in etwa: Die Eisenbahner) verdeutlicht die enge Verbindung zu der dortigen Industrie. Der Verein wurde im Jahr 1877 unter dem Motto Iuvare non impedire („Helfen [und] nicht behindern“) gegründet und dabei vermutlich nach Prinzessin Alexandra benannt, wobei einer weiteren Version zufolge der Name lediglich auf eine Gaststätte zurückzuführen ist, in der die Idee zur Vereinsgründung reifte.

## Geschichte
Crewe war zunächst in der Football Alliance, einem zur Football League konkurrierendem Verband, beheimatet und schloss sich 1892 nach der Auflösung der Alliance als Gründungsmitglied der damaligen Second Division an. Nach nur vier Jahren verfehlte der Verein die Wiederwahl durch die übrigen Ligavereine und spielte fortan als Non-League-Team. In den 1920er Jahren kehrte Crewe in die Football League zurück und gewann sowohl 1936 als auch 1937 den walisischen Pokal, bevor ihnen die nochmalige Teilnahme an dem Wettbewerb verweigert wurde.
Als Mannschaft, die permanent am Tabellenende der Third Division North (und später der Fourth Division) platziert war, hatte Crewe für lange Zeit den Ruf, das schlechteste Ligateam Englands zu sein. Dies wurde durch eine derbe 2:13-Niederlage gegen Tottenham Hotspur im Wiederholungsspiel der vierten Runde im FA Cup am 3. Februar 1960 noch verstärkt, wobei sich der Verein vier Tage zuvor noch ein 2:2 an der heimischen Gretsy Road erspielt hatte. In diesem ersten Spiel verzeichnete der Verein mit 20.000 Zuschauern auch seinen bisher größten Zuschauerzuspruch.
Eine Reihe von Trainern in den 1960ern und 1970ern, darunter zweifach Ernie Tagg sowie Dennis Viollet, Jimmy Melia, Harry Gregg (ein Überlebender der Münchner Flugzeugkatastrophe, der viele Spieler von Manchester United zum Opfer fielen) und Tony Waddington konnte den Verein nicht entscheidend verbessern und Crewe musste regelmäßig einen Antrag zur Wiederaufnahme in die Football League stellen, nachdem man auf den untersten Plätzen der Fourth Division abgeschlossen hatte.

## Die Gradi-Jahre
Eine neue Epoche begann mit der Verpflichtung des in Mailand geborenen Dario Gradi als neuer Trainer im Juni des Jahres 1983. Als geschickter Taktiker mit dem Ruf, die maximalen Fähigkeiten seiner zumeist jungen Spieler abrufen zu können, führte Gradi den Verein in zuvor unerreichte Höhen des englischen Fußballs. Im Jahr 1997 gelang ihm der Aufstieg in die Division One, wo sich das Team bis 2002 mit einem vergleichsweise niedrigen Budget halten konnte.
Nach nur einer Spielzeit in der Division Two gelang dem Klub als Zweitplatziertem – erstmals in seiner Geschichte auf diesem Rang – die Rückkehr in die Division One zum Abschluss der Saison 2002/03. Obwohl Crewe den Klassenerhalt in der darauffolgenden Saison schaffte, wurde der Verein zu Beginn der Spielzeit 2004/05 als wahrscheinlichster Absteiger gehandelt. Aus dieser Position heraus war die erste Hälfte der Saison überraschend erfolgreich. Nach dem Verkauf von Dean Ashton an Norwich City für die Rekordablösesumme von drei Millionen britische Pfund konnte Crewe jedoch bis zum letzten Spieltag kein weiteres Spiel gewinnen, an dem sie dann mit einem 2:1-Sieg gegen Coventry City den Abstieg nur aufgrund der besseren Tordifferenz von −20 gegenüber −21 des Konkurrenten FC Gillingham verhinderten.
Ein Jahr später wurde Crewe jedoch nur 22. und stieg daher am Ende der Saison 2005/06 in die Football League One ab.
Unter Gradis Führung erarbeitete sich der Verein große Anerkennung für seine Jugendarbeit und erhielt den offiziellen Status einer FA-Jugendakademie. Aufgrund der Konzentration auf und die Entwicklung von eigenen Spielern erhielt der Verein seine finanzielle Wettbewerbsfähigkeit durch den gezielten Verkauf von in Crewe ausgebildeten Spielern, was im niederklassigen englischen Ligafußball zurzeit selten ist. Die Akademie in Crewe ist bekannt für die Betonung auf das Erlernen von technischen Fertigkeiten, was im Einklang mit Gradis Philosophie steht, einen attraktiven, passorientierten Fußball spielen zu lassen.
Unter den Spielern, die in Crewe ausgebildet wurden, befinden sich die englischen Nationalspieler Geoff Thomas, David Platt und Rob Jones, der Waliser Robbie Savage sowie die nordirischen Nationalspieler Neil Lennon und Steve Jones. Sie alle kamen als junge Spieler von anderen Vereinen, aber Gradi hatte ebenfalls Erfolg in der Entwicklung von eigenen Nachwuchskräften, darunter die englischen Nationalspieler Danny Murphy und Seth Johnson sowie der englische U21-Nationalspieler Dean Ashton bzw. der walisische Auswahlspieler David Vaughan.

## Stadion
Seit 1898 spielen die Railwaymen bis heute im Stadion an der Gresty Road, welches seit 2000 zwar offiziell Alexandra Stadium heißt, unter den Anhängern jedoch weiter als Gresty Road bezeichnet wird.
Das Stadion ist in vier mit Sponsorennamen belegte Tribünen unterteilt:
- Air Products-Tribüne (vor dem Sponsorenwechsel: Railtrack-Tribüne) – gebaut im Jahr 2000 für 5,2 Millionen britische Pfund. Sie bietet Platz für 6.776 Zuschauer inklusive Bürounterkünfte des Vereins.
- Advance Personnel-Tribüne, auch bekannt als Gresty Road End mit 1.000 Plätzen plus vier Behindertenplätze.
- Charles Audi-Tribüne, auch bekannt als Railway End, beherbergt 645 Zuschauer.
- BMW Bluebell-Tribüne, zuvor die Pop Side, bietet 1.687 Zuschauern Platz.

## Ligazugehörigkeit
- 1888–1889: The Combination
- 1889–1892: Football Alliance
- 1892–1896: Football League Second Division
- 1896–1898: The Combination
- 1898–1901: Lancashire League
- 1901–1911: Birmingham & District League
- 1911–1921: The Central League
- 1921–1958: Football League Third Division
- 1958–1963: Football League Fourth Division
- 1963–1964: Football League Third Division
- 1964–1968: Football League Fourth Division
- 1968–1969: Football League Third Division
- 1969–1989: Football League Fourth Division
- 1989–1991: Football League Third Division
- 1991–1992: Football League Fourth Division
- 1992–1994: Football League Third Division
- 1994–1997: Football League Second Division
- 1997–2002: Football League First Division
- 2002–2003: Football League Second Division
- 2003–2004: Football League First Division
- 2004–2006: Football League Championship
- 2006–2009: Football League One
- 2009–2012: Football League Two
- 2012–2016: Football League One
- 2016–2020: EFL League Two
- 2020–2022: EFL League One
- 2022–0000: EFL League Two